# Lijst van voetbalinterlands Brazilië - Haïti (vrouwen)
Deze lijst van voetbalinterlands is een overzicht van alle officiële voetbalinterlands tussen de nationale vrouwenteams van Brazilië en Haïti. De landen hebben tot nu toe twee keer tegen elkaar gespeeld.

## Wedstrijden
| № | Plaats        | Datum           | Competitie                  | Wedstrijd        | Uitslag |
| - | ------------- | --------------- | --------------------------- | ---------------- | ------- |
| 1 | Santo Domingo | 2 augustus 2003 | Pan-Amerikaanse Spelen 2003 | Haïti − Brazilië | 0 − 5   |
| 2 | Teresópolis   | 24 oktober 2010 | Vriendschappelijk           | Brazilië − Haïti | 7 − 0   |

## Samenvatting
| Competitie             | Totaal gespeeld | Winst Brazilië | Gelijk | Winst Haïti | Doelsaldo Brazilië – Haïti |
| ---------------------- | --------------- | -------------- | ------ | ----------- | -------------------------- |
| Pan-Amerikaanse Spelen | 1               | 1              | 0      | 0           | 5 − 0                      |
| Vriendschappelijk      | 1               | 1              | 0      | 0           | 7 − 0                      |
| Totaal                 | 2               | 2              | 0      | 0           | 12 − 0                     |